# El Leyton: Hasta que la muerte nos separe
El Leyton: Hasta que la muerte nos separe es una película chilena del año 2002, basada en el cuento "La Red" del escritor chileno Luis Alberto Acuña Gatillon. Es un drama sobre pasión y amistad traicionada, dirigida por Gonzalo Justiniano, protagonizada por Juan Pablo Sáez, Siboney Lo y Luis Wigdorsky.

## Reparto
- Juan Pablo Sáez como Leyton.
- Luis Wigdorsky como Modesto.
- Siboney Lo como Marta.
- Gabriela Hernández como Josefa.
- Francisca Arze
- Ramón Llao
- José Martin
- Pilar Zderich
- Carolina Jerez
- Javier Navarro Jamett como Nelson

## Premios
- Mejor Actriz. Festival Internacional de Cine de Miami, EE.UU, 2002.
- Mejor Actor. Festival Internacional de Cine de Cartagena de Indias, Colombia, 2002.